# 헹 삼린
헹 삼린(HENG SAMRİN, 1934년 5월 25일 ~ )은 캄보디아의 정치가로 국회주석(하원의장), 캄보디아 인민당 명예주석이다.

## 생애
1976년부터 1978년까지 크메르 루주군의 제4 보병대대의 지휘관이자 정치 위원이었다. 1978년에 폴 포트에 대한 쿠데타를 기도했지만 실패로 끝나고, 베트남으로 도망갔다. 베트남 내에서 1978년 12월에 결성된 캄보디아 민족구국통일전선의 주석으로 취임하여, 베트남군과 함께 캄보디아로 진격해 1979년 1월 7일의 프놈펜을 함락한 후, 인민혁명이사회의 주석이 되어, 캄푸치아 인민 공화국의 수립을 선언하고, 캄보디아 인민혁명당을 재건해 총비서가 되었다.
국가주석 취임 후 태국 국경에서 크메르 루주와 여러 세력이 무력 저항을 하였고, 베트남군의 지원을 받은 정권으로서 많은 나라에서 정부승인을 얻지 못했고, 유엔의 의석도 크메르 루주 등의 민주캄보디아에 할당된 채로 있었다. 그 후 당총비서의 지위를 펜 소반에 양보했지만, 이후에 회복하였다. 1991년 10월 파리평화회담에 합의하여 캄보디아 최고국민회의가 성립하면서 캄보디아의 국가원수에서 물러났다.
1993년 캄보디아 왕국이 수립되면서 노로돔 시아누크 국왕으로부터 Sâmdech 칭호를 받고 왕실의 수석 고문이 되었으며, 인민당 명예주석이 되었다. 1998년 캄보디아 국회부주석, 2006년 주석이 되었으나 2023년에 정계에서 은퇴하였다.

## 같이 보기
- 훈센
- 캄푸치아 인민 공화국